# Belagerung von Landau (1713)
Carpi – Chiari – Cremona – Kaiserswerth – Landau – Luzzara   – Santa Marta – Cádiz – Friedlingen – Vigo – Schmidmühlen – Bonn – Krottensee – Ekeren – Höchstädt – Speyerbach – Schellenberg – Gibraltar – Höchstädt – Vélez-Málaga – Marbella – Cassano – Barcelona – Sendlinger Mordweihnacht – Aidenbach – Calcinato – Ramillies – Turin – Castiglione – Santa Cruz de Tenerife – Almansa – Kap Béveziers – Toulon – Lizard Point – Lille – Oudenaarde – Gent – Malplaquet – Mons – Almenar – Saragossa – Syrakus – Villaviciosa – Rio de Janeiro – Denain – Landau – Barcelona

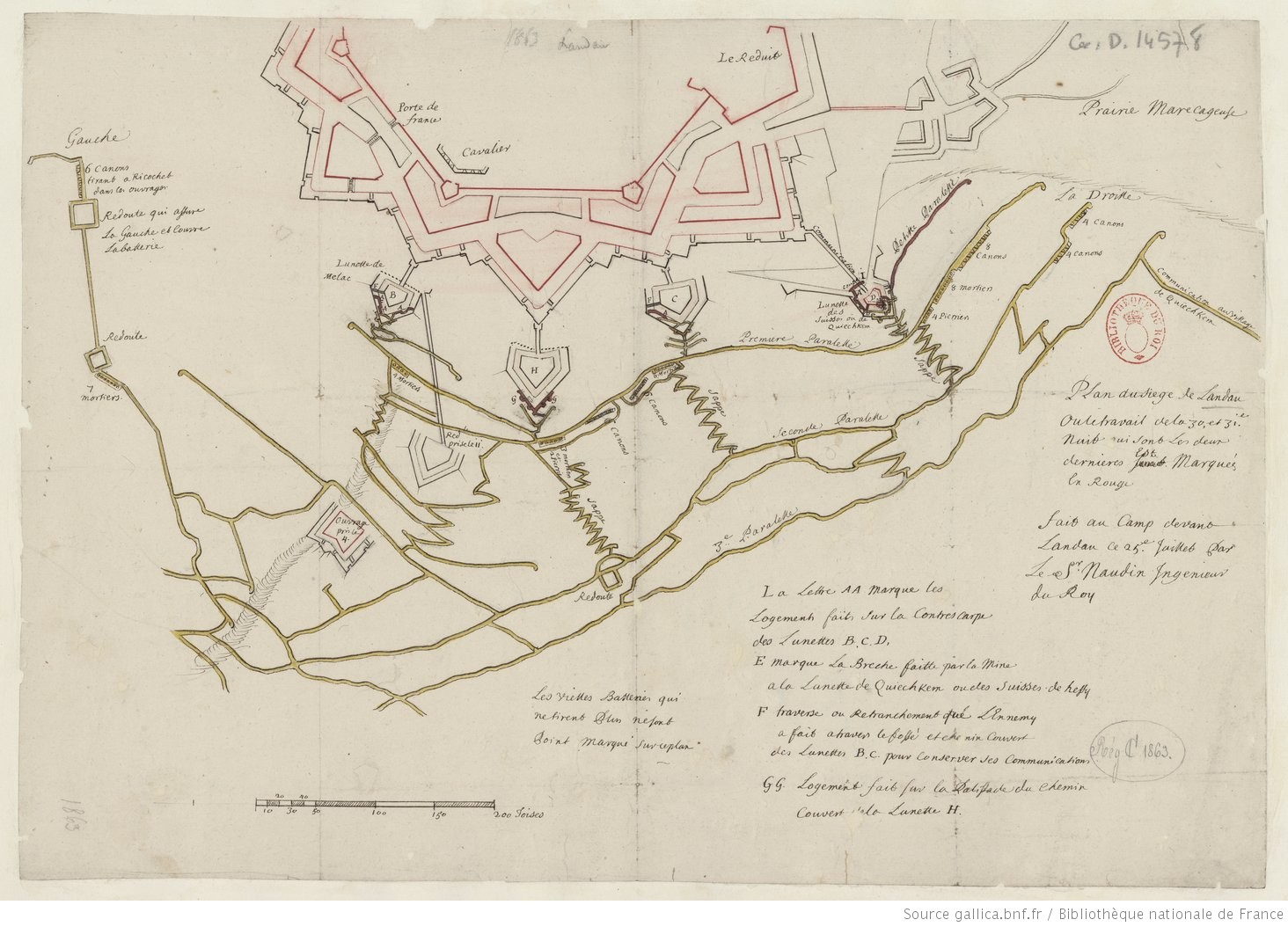
Plan der Belagerung der Festung Landau von Jean-Baptiste Naudin, 1720

Die Belagerung von Landau ist eine militärische Operation im Spanischen Erbfolgekrieg, die 1713 in Landau in der Pfalz, einer umkämpften Stadt an der Nordgrenze des Elsass, zwischen den Streitkräften des Königreichs Frankreich und denen des Heiligen Römischen Reiches stattfand. Sie endete mit der Einnahme der Stadt durch die Franzosen unter Marschall Villars und der Kriegsgefangenschaft der kaiserlichen Garnison mit ihrem Befehlshaber Karl Alexander von Württemberg.

## Hintergrund
Während der am 11. April 1713 unterzeichnete Vertrag von Utrecht die Feindseligkeiten zwischen Frankreich auf der einen Seite, dem Königreich Großbritannien und der Republik der Vereinigten Niederlande auf der anderen Seite beendete, beschloss Kaiser Karl VI. den Krieg fortzusetzen, um die Westgrenzen seiner Staaten zu sichern, indem er auf den strategischen Wert seines Generals Eugen von Savoyen setzte; die Finanzierung wurde vom Reichstag und von niederländischen Banken gesichert. Eugen sammelte seine Truppen um Ettlingen an der Grenze zwischen dem Herzogtum Württemberg und der Kurpfalz: Laut François Gayot de Pitaval, Villars‘ französischem Biografen, hatten die Kaiserlichen die Absicht, in das Elsass und die Trois-Évêchés einzufallen. Laut Éléazar Mauvillon, einem französischen Exilanten, der zum Biografen von Prinz Eugen wurde, plante dieser, da er sich den Franzosen zahlenmäßig weit unterlegen sah und große Schwierigkeiten hatte, die verstreuten Kontingente der Armee des Heiligen Römischen Reiches zusammenzubringen, nur an einen defensiven Feldzug. Ludwig XIV., der über die kaiserlichen Kriegsvorbereitungen informiert war, befahl, zwei Armeen aufzustellen, eine im Elsass unter dem Kommando seines besten Generals, Marschall Villars, und eine an der Saar unter Marschall Bezons, der Villars unterstellt war. Die Stadt Landau, damals Teil des Unterelsass, war während dieses Konflikts bereits dreimal belagert worden: sie wurde 1702 nach 92 Tagen Belagerung von den Kaiserlichen eingenommen, 1703 nach 30 Tagen Belagerung von den Franzosen unter Marschall Tallard zurückerobert und 1704 nach 69 Tagen Operation erneut von den Kaiserlichen belagert. Letztere hielten die Stadt Mitte 1713 immer noch besetzt. Karl Alexander von Württemberg, Vetter und späterer Nachfolger von Eberhard, Herzog von Württemberg, der sich unter Eugen in Deutschland und Italien, unter anderem in den Schlachten von Cassano und Turin, ausgezeichnet hatte, wurde 1709 zum Gouverneur von Landau ernannt.

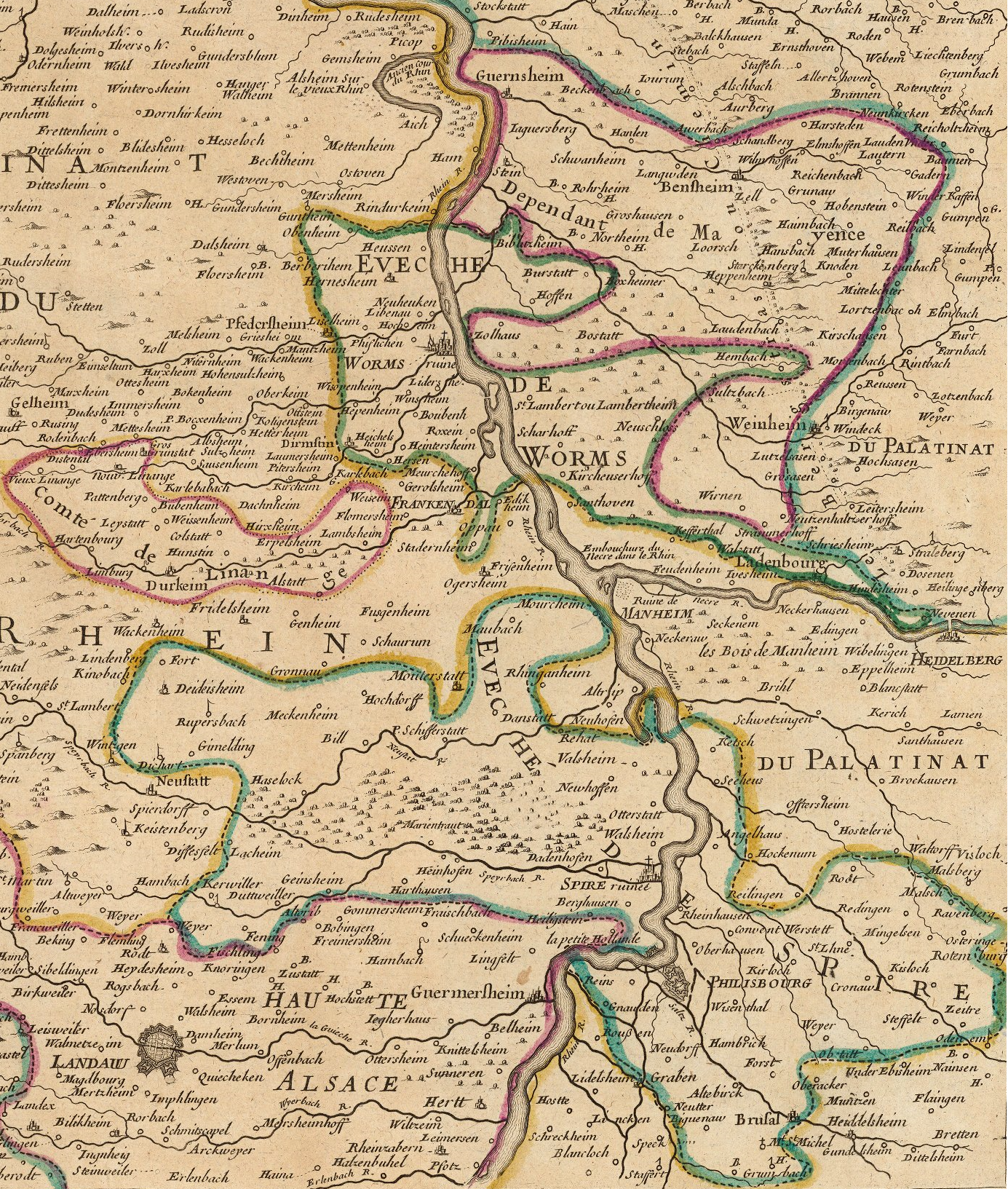
Landau (im Südwesten) und die rheinischen Fürstentümer, Karte von Nicolas de Fer, 1705

## Ablauf

### Vorgeschichte
Villars, der seine Truppen im Elsass gesammelt hatte, täuschte ein Vorrücken auf Rastatt am rechten Rheinufer vor, um seine Absicht zu verschleiern, befahl dann aber am 3. Juni einen schnellen Nachtmarsch nach Philippsburg mit dem Ziel, Landau zu umzingeln. Eugen, der bald über diese Bewegung informiert wurde, unterließ aufgrund der Unterlegenheit seiner Kräfte einen Gegenangriff: Er begnügte sich damit, seine Linien zu befestigen, in der Hoffnung, dass die Festung Landau in der Lage sein würde, einen langen Widerstand zu leisten und die Franzosen zu ermüden. Die französische Armee breitete sich in der Pfalz und den umliegenden bischöflichen Fürstentümern Speyer, Worms, Mainz} und Trier aus, wo sie eine große Menge an Lebensmitteln vorfand.
Villars‘ Armee erreichte Landau und kreiste es am 11. Juni 1713 vollständig ein. Villars errichtete sein Hauptquartier in Speyer, seine Leutnants ihre Quartiere in Lauterbourg, Frankenthal, am Speyerbach und an anderen Orten, in Reichweite gegenseitiger Unterstützung. Villars eroberte ein Fort am Brückenkopf von Philippsburg und schloss den Zugang durch eine 2,3 km lange Verschanzung ab; gleichzeitig verbot er den Fürsten der Region, die Garnison in Landau zu versorgen. Er schickte Broglie mit einem Kavalleriekorps aus, um die Umgebung von Worms und Mainz unter Druck zu setzen, und Arthur Dillon, um Kaiserslautern einzunehmen, der die dann unterworfene Garnison als Gefangene in die Champagne bringen ließ. Villars sandte Albergotti, um ein Fort zu belagern, das den Zugang zur fliegenden Brücke von Mannheim kontrollierte, und nahm das kleine Fürstentum Leiningen ein, dessen Garnison ebenfalls in Gefangenschaft geschickt wurde: Der Biograph des Marschalls bemerkt, dass dessen Requirierungen in der Pfalz zur Vorbereitung möglicher Winterquartiere den Bewohnern eine „traurige Erinnerung“ hinterlassen würden, während die französischen Truppen im Überfluss an Wein und Futter lebten. Die Kaiserlichen entfernten die fliegende Brücke aus der Reichweite der französischen Artillerie, indem sie sie in den Neckar schleppten.
Prinz Eugen schrieb an den Kaiser, um ihn davon abzuhalten, zu einer Armee zu kommen, die nicht in der Lage war, eine Schlacht zu schlagen, da die erwarteten Verstärkungen aus Preußen und der Reichsarmee nur zögerlich eintrafen. Da sie keine Zuschüsse mehr von den Seemächten (Großbritannien und den Vereinigten Provinzen) erhielten, wurde ihre Finanzierung unsicher. Von den versprochenen 9.000 Mann schickte Preußen nur 5.000, die nicht weiter als bis Köln kamen, Hessen-Kassel und Mecklenburg weigerten sich, ihre Truppen weiter als bis Mainz vorrücken zu lassen. Von den 120.000, die die Reichskreise auf dem Papier aufstellen konnten, waren im Mai 1713 gerade einmal 20.000 verfügbar und ihre Stärke überstieg nie 40.000. Das kaiserliche Expeditionskorps unter Ernst-Rüdiger von Starhemberg war noch nicht aus Spanien zurückgekehrt, während die Erbstaaten der Habsburgermonarchie in Ungarn und Italien finanziell kaum in der Lage waren, neue Truppen aufzustellen. Insgesamt konnte Eugen gegen die 300 Schwadronen und 240 Bataillone von Villars nur 115 Kavallerie- und 85 Infanteriebataillone aufstellen.

### Die Belagerung
Die Franzosen schachteten den ersten Schützengraben in der Nacht vom 24. auf den 25. Juni aus, ohne dass die Belagerten dies sofort bemerkten. Mehrere Regimenter waren nacheinander an der Arbeit, Navarre, Sourches und Dillon, die am nächsten Tag von Médoc und Royal-Baviére abgelöst wurden, dann von Orléans, Tallard, Vermandois und Saintonge.
Die Kaiserlichen evakuierten mit Booten das Fort am linken Ufer, das die fliegende Brücke vor Mannheim deckte. Das Régiment de Courcillon cavalerie wurde ausgesandt, um den kleinen Ort Wolfsheim zu besetzen, der sich nach einer Belagerung von einigen Tagen ergab und etwa 100 Gefangene übergab.
Am 2. Juli wagten die Belagerten einen Ausfall, der von den Regimentern Navarre und Auxerrois zurückgeschlagen wurde; 400 französische Soldaten wurden dabei getötet, darunter mehrere Offiziere.
Die Arbeiten an den Schützengräben gingen nur langsam voran. Am 5. Juli erreichte die Parallele die Redoute La Justice, deren Zinnen von der Artillerie weggeschossen wurden. Französische Späher betraten den Platz und fanden ihn evakuiert vor, aber die Kaiserlichen hatten mehrere Minenöfen aufgestellt, die die Franzosen sprengten. Die Arbeiten wurden durch Regenfälle verlangsamt, aber die Belagerer umzingelten schließlich zwei Außenwerke, das Fort Prinz Alexander und das Fort Mélac. Das erste wurde in der Nacht vom 11. auf den 12. Juli gestürmt; die Belagerten versuchen einen Ausbruch und sprengen mitten im Kampf zwei Öfen, wobei Männer beider Seiten getötet werden, aber das Werk blieb in den Händen der Franzosen. Die Franzosen gruben eine zweite und dann eine dritte Parallele, die es ihnen ermöglichten, ihre Batterien vorzuschieben und die Lunette von Mélac und die anderen Außenwerke von hinten mit Querschlägen zu beschießen. Die Belagerten versuchten, sich dem mit Minen und einem Ausbruch am 17. Juli zu widersetzen, bei dem die Franzosen des Regiments Navarre 11 Offiziere und 150 Soldaten tot oder verwundet verloren. In der Nacht vom 18. auf den 19. Juli brach im Arsenal des Platzes ein Feuer aus, das 15.000 Musketen und alle Ersatzlafetten der Artillerie zerstörte. In der Nacht vom 23. auf den 24. Juli gaben die Kaiserlichen eine weitere, zu exponierte Lunette auf, nachdem sie zuvor das Gelände durch einen Ausfall zu verteidigen zu suchen. In der Nacht vom 31. Juli auf den 1. August führten die Franzosen mit den Regimentern Navarre, Beaujolais und Périgord einen Angriff auf die Lunetten von Mélac u. a. durch; mehrere Minen explodierten und die Infanteristen kämpfen inmitten der Explosionskrater. Die Franzosen gruben eine weitere Parallele, um zwei Lunetten zu isolieren, die, von der Stadt abgeschnitten, sich nach dem Tod der meisten ihrer Männer ergeben mussten.
Der spanische König verlieh Villars als Zeichen seiner Wertschätzung das Kollier des Ordens vom Goldenen Vlies. Eugen riskierte trotz eines Überfalls der französischen Kavallerie in der Nähe von Mainz weiterhin keine Schlacht. Die Arbeiten an den Schützengräben wurden wieder aufgenommen und beide Seiten lieferten sich einen „unterirdischen Krieg“ mit Minen und Gegenminen. In der Nacht vom 4. auf den 5. August wurde ein Angriff von den irischen Regimentern Dorrington, O'Donnel und Galmoy sowie dem Régiment Villars-Suisse durchgeführt; die Angreifer eroberten eine Stellung unter Verlust von 150 Toten und Verwundeten.
Mitte August, nach einer Reihe von Gefechten und Minen entlang der Festungsanlagen, eroberten die Belagerer alle Außenwerke. Villars leitete nun die Vorbereitungen für den letzten Angriff ein. Am 18. August um 7 Uhr abends sprengten die Franzosen zwei Minen, um die Aufmerksamkeit der Garnison abzulenken und einen Teil der Contrescarpe zu zerstören, deren Einsturz einen Teil des Grabens füllte. Die Grenadiere der Regimenter Bourbon und Saintonge stürmten auf der einen Seite, die Grenadiere von Brosse, Bacqueville, Nice und Surbeck auf der anderen. Sie eroberten die Verbindungsbrücke und entschärften die Mine. Bei diesem Angriff der ihnen die Kontrolle über die Contrescarpe einbrachte, wurden 26 Offiziere, 4 Ingenieure und 160 französische Grenadiere getötet. Am 19. August um 8 Uhr morgens ließ der Prinz von Württemberg die Trommel schlagen, um einen Waffenstillstand zu anzubieten und über eine Kapitulation zu verhandeln. Der Gouverneur verlangte, dass es der Garnison wie nach den drei vorangegangenen Belagerungen gestattet werde, die Festung zu räumen und frei in ihr Land zurückzukehren, was Villars aber ablehnte: Er wollte die Kaiserlichen als Kriegsgefangene behalten. Um 7 Uhr abends eröffneten die Franzosen erneut das Feuer und begannen mit der Bombardierung. Am nächsten Morgen hissen die Belagerten die weiße Fahne, und am Mittag unterzeichnete der Gouverneur die Kapitulation. Am 21. August 1713 nahmen die Franzosen des Regiments Navarra die Festung in Besitz und am folgenden Tag gingen die Kaiserlichen in Gefangenschaft. Die Hauptleute und höheren Offiziere durften mit Schwert, Pistole, Pferd und Ausrüstung, die unteren Offiziere mit Schwert zu Fuß, die Soldaten zu Fuß und ohne Waffen ausziehen; sie wurden nach Haguenau gebracht. Der Prinz von Württemberg und seine wichtigsten Offiziere bekamen eine dreimonatige Erlaubnis, um Prinz Eugen Rechenschaft über ihr Verhalten abzulegen und ihre Angelegenheiten zu regeln.
Die Einwohner von Landau behielten die Rechte, die sie bereits unter dem vorigen französischen Regime gehabt hatten. Der Comte de Bueil-Sancerre wurde zum Kommandanten der französischen Garnison mit 6 Schweizer Bataillonen und 5 der Brigade von La Chenelaye ernannt. Die Arsenale, obwohl teilweise durch das Feuer zerstört, enthielten noch 60 Kanonen, 18 Mörser und eine Menge Bomben und Kugeln. Der Marquis de Biron, der bei der Belagerung einen Arm verloren hatte, wurde zum Gouverneur von Landau ernannt. Die Kompanien und Soldaten, die sich hervorgetan hatten, erhielten eine Gratifikation. Der Chevalier de Valori, Sohn des Chefingenieurs Charles de Valori, der viel zum Erfolg der Belagerung beigetragen hatte, wurde ausgesandt, um dem König 36 Fahnen und 2 Standarten zu bringen.

## Folgen
Nach der Kapitulation von Landau überquerte Villars den Rhein bei Straßburg und am 20. September die Pässe des Schwarzwalds; er umzingelte die Stadt Freiburg im Breisgau, die im Oktober kapituliert, und das Schloss, das sich am 17. November 1713 ergab, ohne dass Eugen in der Lage war, sich dem zu widersetzen. Die beiden Kriegsparteien waren jedoch am Ende ihrer Kräfte: Ludwig XIV. schickte über den pfälzischen Kurfürsten Friedensvorschläge, die der Kaiser bald annahm. Die Konferenz von Rastatt wurde am 26. November 1713 eröffnet, wobei Villars und Eugen zu den Bevollmächtigten gehörten. Der Friedensvertrag zwischen Frankreich und dem Kaiserreich wurde am 7. März 1714 unterzeichnet und am 7. September 1714 durch den Vertrag von Baden ergänzt, der den Krieg zwischen dem Kaiserreich und Frankreich beendete.